# 1,4-benzochinon
1,4-benzochinon (též nazývaný para-benzochinon) je organická sloučenina se vzorcem C6H4O2, odvozená oxidací hydrochinonu. V čisté podobě vytváří světle žluté krystaly se zápachem podobným chloru nebo formaldehydu. Molekula obsahuje ketonovou funkční skupinu, skrz kterou může vytvářet oximy a působit jako oxidační činidlo, redukující se na hydrochinon; a alkenové skupiny, umožňující adiční reakce, obzvláště takové, jaké jsou běžné u α,β-nenasycených ketonů. 1,4-benzochinon je citlivý na silné kyseliny i zásady, které vyvolávají kondenzační a rozkladné reakce.

## Výroba
1,4-benzochinon se vyrábí oxidací hydrochinonu, který lze získat například oxidací 1,4-diisopropylbenzenu a Hockovým přesmykem; celková rovnice reakce vypadá takto:
C6H4(CHMe2)2 + 3 O2 → C6H4O2 + 2 OCMe2 + H2O
Meziprodukty jsou bis(hydroperoxid) a hydrochinon. Společně s benzochinonem se vytváří také aceton.
Další možností je přímá hydroxylace fenolu peroxidem vodíku v kyselém prostředí:
C6H5OH + H2O2 → C6H4(OH)2 + H2O
Při tomto postupu vznikají pyrokatechol a hydrochinon; hydrochinon se poté oxiduje na 1,4-benzochinon.
Původně se 1,4-benzochinon vyráběl oxidací anilinu, například oxidem manganičitým; tento postup se používá například v Číně.
Oxidaci hydrochinonu je možné provést například peroxidem vodíku za katalýzy jodem v polárním rozpouštědle, jako je isopropylalkohol.
Při zahřátí na teplotu blízko bodu tání 1,4-benzochinon sublimuje, a to i za atmosférického tlaku, což lze využít k jeho přečištění. Nepřečištěné vzorky jsou často tmavé v důsledku přítomnosti chinhydronu, tmavě zeleného 1:1 komplexu benzochinonu s hydrochinonem.

## Struktura

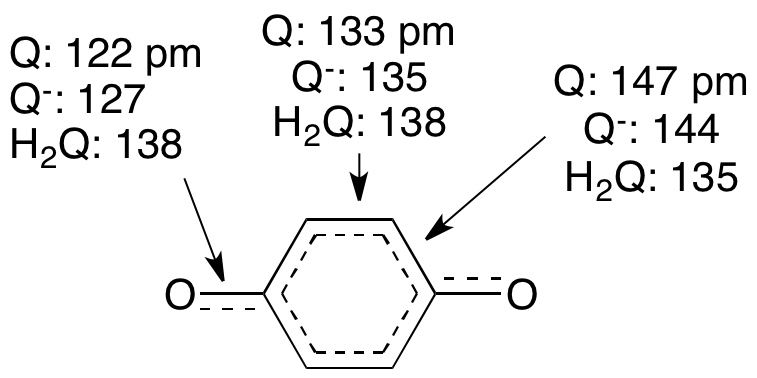
Délky vazeb C–C a C–O u benzochinonu (Q), jeho redukovaného derivátu (Q^{−}), a hydrochinonu (H_{2}Q)

Molekula benzochinonu je rovinná, se střídáním lokalizovaných vazeb C=C, C=O, a C–C. Redukcí vzniká polochinonový anion C6H4O −
2 , jehož struktura je více delokalizovaná. Další redukcí, spojenou s protonací, se utváří hydrochinon, s plně delokalizovaným kruhem.

## Reakce a použití
Benzochinon se používá především jako surovina pro výrobu hydrochinonu, využívaného ve fotografii a jako redukční činidlo a antioxidant při výrobě pryže.

### Organická syntéza
1,4-benzochinon se používá v organické syntéze jako oxidační činidlo, při dehydrogenacích, a jako dienofil v Dielsových-Alderových reakcích.
Reakci s acetanhydridem a kyselinou sírovou vytváří 1,4-benzochinon triacetát hydroxychinolu. Tato reakce bývá označována jako Thieleova nebo Thieleova–Winterova po chemicích Johannesi Thieleovi, který ji v roce 1898 poprvé popsal, a Ernstu Winterovi, jenž v roce 1900 popsal její mechanismus. Využití našla v totální syntéze metachrominu A:
1,4-benzochinon se také používá na omezování přesunů dvojných vazeb při metatezích alkenů.
Kyselý roztok jodidu draselného redukuje rozpuštěný benzochinon na hydrochinon, který lze zpětně oxidovat roztokem dusičnanu stříbrného.
Oxidační vlastnosti 1,4-benzochinonu mají využití při Cudžiových–Wackerových oxidacích, kde palladnaté soli katalyzují přeměny alkenů na ketony; obvykle se provádějí za použití stlačeného kyslíku jako oxidačního činidla, ale v některých případech se také používá benzochinon.
1,4-benzochinon bývá zapojován do syntéz bromadolu a jeho analogů.

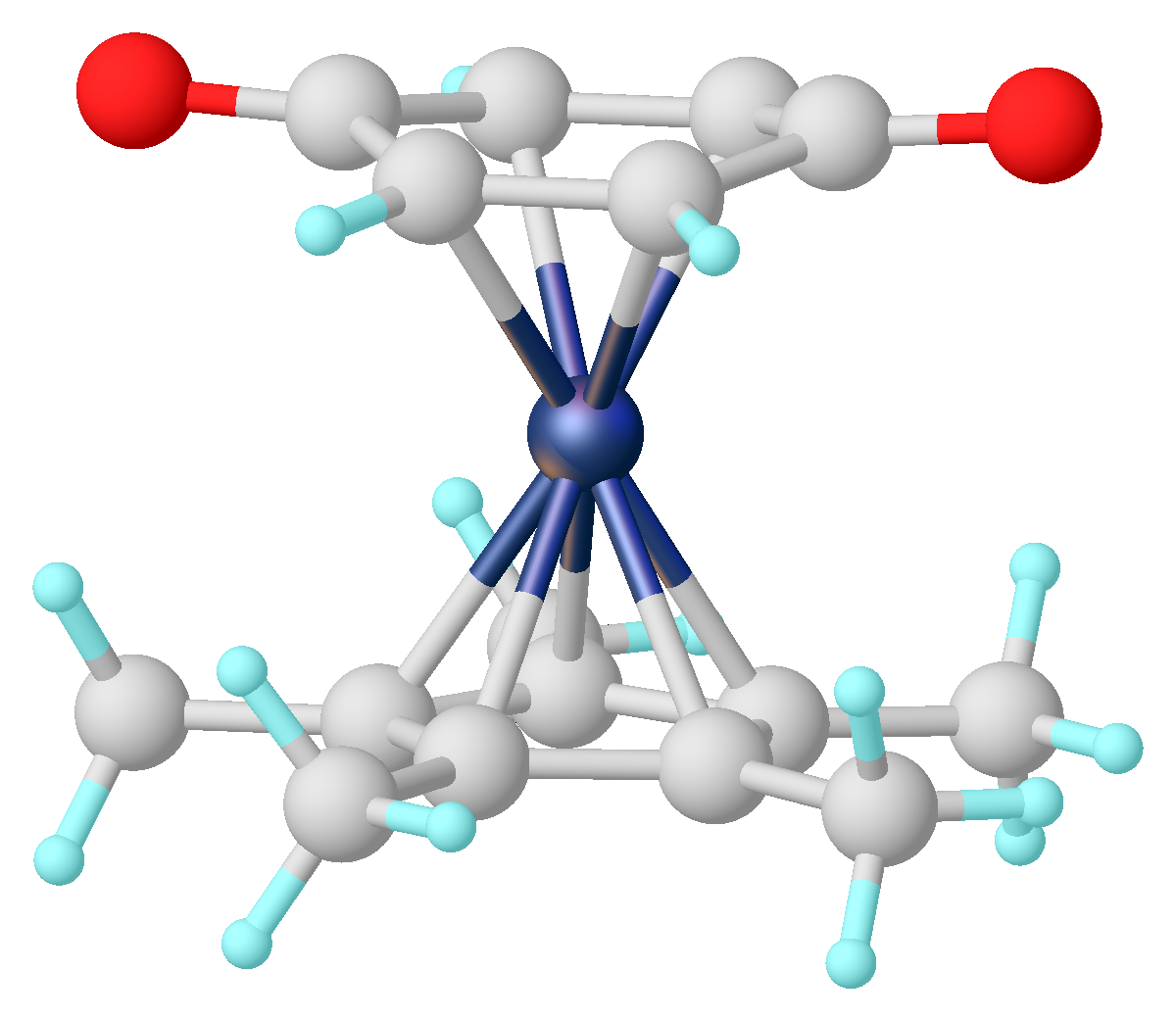
Struktura komplexu Cp*Rh(para-chinon)

## Příklady derivátů
2,3-dichlor-5,6-dikyano-1,4-benzochinon je silnějším oxidačním i dehydrogenačním činidlem než 1,4-benzochinon; podobně účinný je také chloranil, 1,4-C6Cl4O2. Monochlor-p-benzochinon je slabším oxidantem než 1,4-benzochinon.

## Metabolismus
1,4-benzochinon je toxickým metabolitem, z jehož přítomnosti v krvi lze vysledovat vystavení benzenu nebo směsím benzen či jeho deriváty obsahující, například ropě. Má vliv na buněčné dýchání a při vystavení většímu množství poškozuje ledviny. Vylučuje se částečně v původní podobě a z části jako metabolit hydrochinon.

## Bezpečnost
1,4-benzochinon může vyvolat hnědnutí nebo zarudnutí kůže a lokální nekrózu tkání. Také dráždí oči a dýchací soustavu. Schopnost sublimovat i za běžných teplot způsobuje vyšší nebezpečí vystavení, než lze očekávat u pevných látek. Důkazy o karcinogenitě této sloučeniny nejsou dostačující; látka snadno proniká do krevního oběhu a může omezovat tvorbu kostní dřeně a snižovat aktivitu proteáz zapojených do procesu apoptózy.